# Wiktorija Chapilina
Wiktorija Chapilina (ur. 23 kwietnia 1992) – ukraińska lekkoatletka specjalizująca się w biegach długodystansowych. 
W 2011 była dwunasta na 3000 metrów oraz zajęła 9. miejsce na 5000 metrów podczas juniorskich mistrzostw Europy w Tallinnie. Srebrna medalistka młodzieżowych mistrzostw Starego Kontynentu w biegu na 10 000 metrów (2013).

## Osiągnięcia
| Rok  | Impreza                                   | Miejsce   | Konkurencja           | Lokata      | Wynik    |
| ---- | ----------------------------------------- | --------- | --------------------- | ----------- | -------- |
| 2011 | Mistrzostwa Europy juniorów               | Tallinn   | bieg na 3000 metrów   | 12. miejsce | 10:19,52 |
| 2011 | Mistrzostwa Europy juniorów               | Tallinn   | bieg na 5000 metrów   | 9. miejsce  | 17:10,72 |
| 2012 | Mistrzostwa Europy w biegach przełajowych | Budapeszt | bieg młodzieżowców    | 38. miejsce | 22:39    |
| 2013 | Młodzieżowe mistrzostwa Europy            | Tampere   | bieg na 10 000 metrów | 2. miejsce  | 33:56,85 |
| 2014 | Mistrzostwa Europy w biegach przełajowych | Samokow   | bieg młodzieżowców    | 18. miejsce | 23:38    |
| 2017 | Mistrzostwa świata                        | Londyn    | maraton               | –           | DNF      |
| 2018 | Mistrzostwa Europy                        | Berlin    | maraton               | –           | DNF      |
| 2019 | Mistrzostwa Europy w biegach przełajowych | Lizbona   | bieg seniorek         | 42. miejsce | 30:19    |

## Rekordy życiowe
- bieg na 5000 metrów – 16:34,88 (2014)
- bieg na 10 000 metrów – 33:36,67 (2013)